# Lineto
Lineto és una foneria tipogràfica suïssa fundada per Cornel Windlin i Stephan Müller el 1993 i establerta a Zúric. El nom el varen prendre del llenguatge de descripció de pàgines PostScript™.
Cinc anys més tard, el 1998, van establir conjuntament Lineto.com per distribuir les seves tipografies en format digital i convidà a diversos dissenyadors amb sensibilitat compartida a publicar-les juntament amb les seves fonts. Des de llavors, Lineto.com s'ha convertit en una prestigiosa biblioteca de fonts originals. El 2007, Jürg Lehni va afegir-s'hi com a tercer associat.
Lineto ofereix un ampli catàleg de fonts de dissenyadors de renom internacional, com ara Laurenz Brunner, James Goggin, Norm, Aurèle Sack o Team'77.
Les fonts més conegudes del catàleg de Lineto inclouen:
- Simple, dissenyada per Norm (grup de disseny gràfic) el 2001 i adaptada a petició de Intégral Ruedi Baur Paris per ser utilitzada com a tipografia de senyalització de l'aeroport de Colònia-Bonn[4]
- Akkurat, dissenyada per Laurenz Brunner el 2004 (guardonada amb un Premi Federal de Disseny Suís el 2006)[5] i que va esdevenir molt popular[6]
- LL Circular, dissenyada per Lauren Brunner el 2005-2013,[7] utilitzada àmpliament en publicacions, publicitat i branding, per exemple, per al logotip d'Airbnb[8]
- LL Brown, dissenyada per Aurèle Sack el 2007-2011,[9] utilitzada àmpliament en publicacions, publicitat i branding, per exemple, també per al logotip d'Airbnb[8]
- Replica, dissenyada per Norm el 2008,[10] utilitzada el 2012 per al redisseny de la marca VH1[11]
- Unica, digitalitzada per Team'77 el 2012-2014, a partir dels seus dibuixos de 1974-1980[12]